# Grecja na Letnich Igrzyskach Olimpijskich 1964
Grecję na Letnich Igrzyskach Olimpijskich 1964 w Tokio reprezentowało 18 zawodników: 18 mężczyzn i ani jednej kobiety. Był to 15. start reprezentacji Grecji na letnich igrzyskach olimpijskich.
Najmłodszym greckim zawodnikiem na tych igrzyskach był 18-letni żeglarz, Panajotis Kulingas, natomiast najstarszym 56-letni strzelec, Fotios Isaakidis. Chorążym reprezentacji podczas ceremonii otwarcia był lekkoatleta Georgios Marsellos.

## Zdobyte medale
Greccy zawodnicy podczas tej edycji igrzysk olimpijskich nie zdobyli żadnego medalu.